# Объектно-ориентированная СУБД
Объектно-ориентированная (объектная) СУБД — система управления базами данных, основанная на объектной модели данных.
Эта система управления обрабатывает данные как абстрактные объекты, наделённые свойствами и использующие методы взаимодействия с другими объектами окружающего мира (объектами БД).